# Dharmpal Singh Gupta
Dharmpal Singh Gupta (ur. 21 sierpnia 1925 w dystrykcie Durg w Madhya Pradesh, zm. 4 września 1997 w Mumbaju) – indyjski polityk, deputowany do Lok Sabha 9. kadencji. Reprezentował okręg wyborczy Rajnandgaon w Chhattisgarh i był członkiem Indyjskiej Partii Ludowej.